# Turbine (okręt)
„Turbine” – nazwa noszona na przestrzeni dziejów przez okręty Regia Marina i Marina Militare:
- „Turbine” – niszczyciel typu Nembo z początku XX wieku i I wojny światowej[1][2]
- „Turbine” – niszczyciel typu Nembo „Espero” z początku XX wieku i I wojny światowej, w 1921 roku został przeklasyfikowany na torpedowiec i nosił nazwę „Turbine”[1][2][3]
- „Turbine”(inne języki) – niszczyciel typu Turbine z okresu międzywojennego i II wojny światowej[4]